# Musca flavipalpis
Musca flavipalpis este o specie de muște din genul Musca, familia Muscidae. A fost descrisă pentru prima dată de Johann Wilhelm Meigen în anul 1838.
Este endemică în Franța. Conform Catalogue of Life specia Musca flavipalpis nu are subspecii cunoscute.